# Gran Premio Miguel Indurain 2008
Il Gran Premio Miguel Indurain 2008, cinquantaduesima edizione della corsa e decima con questa denominazione, valida come evento dell'UCI Europe Tour 2008 categoria 1.HC, si svolse il 5 aprile 2008 su un percorso totale di circa 199,2 km. Fu vinto dal tedesco Fabian Wegmann che terminò la gara in 4h57'23",alla media di 40,191 km/h.
Partenza con 132 ciclisti, dei quali 92 portarono a termine il percorso.

## Ordine d'arrivo (Top 10)
| Pos. | Corridore            | Squadra        | Tempo    |
| ---- | -------------------- | -------------- | -------- |
| 1    | Fabian Wegmann       | Gerolsteiner   | 4h57'23" |
| 2    | Michael Albasini     | Liquigas       | s.t.     |
| 3    | Joaquim Rodríguez    | C. d'Epargne   | a 2"     |
| 4    | David Herrero        | Karpin Galicia | s.t.     |
| 5    | Riccardo Riccò       | Saunier Duval  | s.t.     |
| 6    | Manuel Vázquez Hueso | Contentpolis   | s.t.     |
| 7    | Leonardo Duque       | Cofidis        | a 6"     |
| 8    | David de la Fuente   | Saunier Duval  | s.t.     |
| 9    | Aitor Galdós         | Euskaltel      | s.t.     |
| 10   | Andrea Moletta       | Gerolsteiner   | s.t.     |